# 劳拉·基耶萨
劳拉·基耶萨（義大利語：Laura Chiesa，1971年8月5日—），意大利前女子击剑运动员。她曾代表意大利参加1996年夏季奥林匹克运动会击剑比赛，结果在女子重剑团体项目上获得一枚银牌。